# Teloché

Teloché este o comună în departamentul Sarthe, Franța. În 2009 avea o populație de 3,025 de locuitori.